# 偷龙转凤 (2020年电视剧)
《偷龙转凤2020》（羅馬化：Fai Gam Prae）是由Ekkasit Trakulkasemsuk（Koo）执导，泽纶娅·秀利隆坤泽坤（Kaew）、莎达农·巴伦茜雅嘉（Marina）、查亚鹏·普帕特（New）、西提达·萨帕努查（Iang）领衔主演的泰国都市爱情剧。剧集为五度改变自同名泰语小说之作，并于2020年9月23日起每周三至周四通过GMM 25在泰国播出，获得不俗的成绩。虽然如此，此剧剧情因把伊桑菜形容为“肮脏的街头小吃”，而被东北地区的剧迷抵制。

## 演員陣容
註：括號內的演員或角色姓名為小名或中文名（如有）。

### 主要演員
- 澤綸婭·秀利隆坤澤坤（Kaew）飾演 Jarawee / Ja
- 莎丹·巴倫茜嘉雅（Marina）飾演 Thippayang / Ae
- 查亞鵬·普帕特（New）飾演 Tomnai / Tom
- 西提达·萨帕努查（Iang）飾演 Thongchan / Tong

### 其他演員
- 卡黎莎·素帕琳格特 飾演 Hungoen
- 恰娜娜·孥塔空（Dee）飾演 Tohsang

Thippayang的母親
- 阿披南·普拉瑟瓦塔納坤（M）飾演 Tawat

Thongchan的父親
- 苷蒂碴·楚玛（Ticha）飾演 Sopit / Taek

Thippayang的朋友
- Nathapatsorn Simasthien（Dao）飾演 Salinthip / Lin

Thippayang的朋友
- 頓潭·薩利圖爾（Tuk）

## 剧集回响

### 泰國電視收視率
- 收視最低的集數以藍色表示，收視最高的集數以紅色表示，而空格則表示該集的收視沒有相關數據。

| 集數 No.   | 播放日期       | 播放時段 (UTC+07:00) | 平均收視率 | 來源   |
| ---------- | -------------- | -------------------- | ---------- | ------ |
| 1          | 2020年9月23日  | 星期三 20:10         | 0.327      | [ 3 ]  |
| 2          | 2020年9月24日  | 星期四 20:10         | 0.410      | [ 4 ]  |
| 3          | 2020年9月30日  | 星期三 20:10         | 0.314      | [ 5 ]  |
| 4          | 2020年10月1日  | 星期四 20:10         | 0.300      | [ 6 ]  |
| 5          | 2020年10月7日  | 星期三 20:10         | 0.430      | [ 7 ]  |
| 6          | 2020年10月8日  | 星期四 20:10         | 0.425      | [ 8 ]  |
| 7          | 2020年10月14日 | 星期三 20:10         | 0.416      | [ 9 ]  |
| 8          | 2020年10月15日 | 星期四 20:10         | 0.493      | [ 10 ] |
| 9          | 2020年10月21日 | 星期三 20:10         | 0.380      | [ 11 ] |
| 10         | 2020年10月22日 | 星期四 20:10         | 0.50       | [ 12 ] |
| 11         | 2020年10月28日 | 星期三 20:10         | 0.459      | [ 13 ] |
| 12         | 2020年10月29日 | 星期四 20:10         | 0.600      | [ 14 ] |
| 13         | 2020年11月4日  | 星期三 20:10         | 0.488      | [ 15 ] |
| 14         | 2020年11月5日  | 星期四 20:10         | 0.508      | [ 16 ] |
| 15         | 2020年11月11日 | 星期三 20:10         | 0.456      | [ 17 ] |
| 16         | 2020年11月12日 | 星期四 20:10         | 0.688      | [ 18 ] |
| 17         | 2020年11月18日 | 星期三 20:10         | 0.721      | [ 19 ] |
| 18         | 2020年11月19日 | 星期四 20:10         | 0.798      | [ 19 ] |
| 19         | 2020年11月25日 | 星期三 20:10         | 0.765      | [ 20 ] |
| 20         | 2020年11月26日 | 星期四 20:10         | 0.842      | [ 21 ] |
| 平均收視率 | 平均收視率     | 平均收視率           | 0.516      | 1      |

^1  基於每集的平均觀眾份額。